# Il-2 (航空機)
Il-2 / Ил-2
飛行するIl-2M3 試作機 (1943年撮影)
- 用途：攻撃機（シュトゥルモヴィーク）
- 設計者：セルゲーイ・ウラジーミロヴィチ・イリユーシン
- 製造者：イリユーシン設計局
- 運用者： ソビエト連邦など
- 初飛行：1939年10月2日（TsKB-55 1号機）[1]
- 生産数：36,183機
- 生産開始：1941年
- 運用開始：1941年
- 退役：1954年（ブルガリア[2], ユーゴスラビア[3]）
- 運用状況：退役

Il-2（Ilyushin Il-2 イル2 / 露:Ил-2 イール・ドヴァー）は、ソ連のイリユーシン設計局が開発し、ソ連空軍などで運用された攻撃機（襲撃機）。
第二次世界大戦において、ソ連軍の主力対地攻撃機として使用された。各形式を合わせての総生産機数は36,163機で、これは軍用機史上最多である。乗組員の中では大変人気があり、あるパイロットはこの航空機に捧げる歌を作曲した。また、スターリンは1941年に、本機について「これは少なくとも赤軍にとって酸素やパンのように欠くことのできないものである。」と述べている。
なお、本機を指して「シュトゥルモヴィーク」という名称が用いられることがあるが、これを直訳するならば「襲撃機」であり、ソ連軍（ロシア軍）において「対地攻撃任務を主とする軍用機」を指す軍用航空機の区分である。しばしばIl-2が「シュトゥルモヴィーク」と呼称されるのは、本機がその中で最も有名であることから付いた通称であり、本来は本機を指す固有名称や愛称ではない。

## 概要

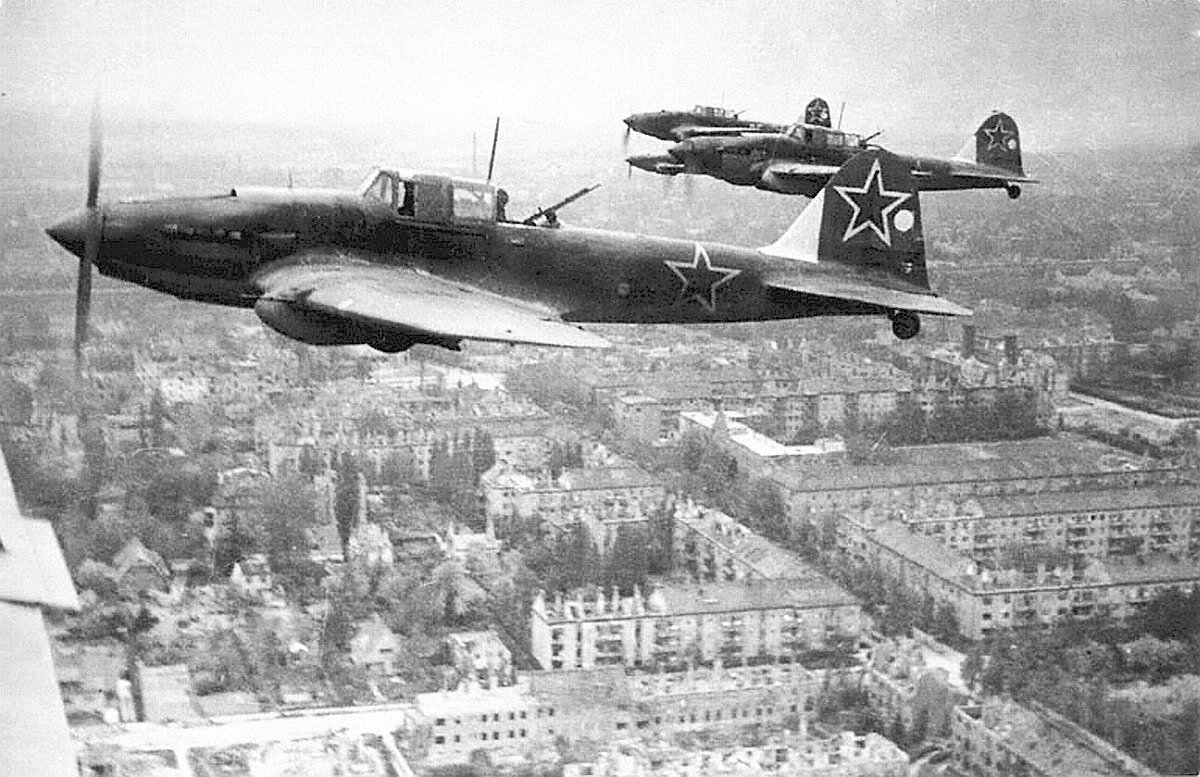
ベルリン上空を飛行するIl-2（1945年）

Il-2は1938年にソビエト中央設計局（TsKB）の設計主任、セルゲイ・イリューシンを長とする設計チームが開発した TsKB-55（ЦКБ-55）を発展させた対地攻撃機である。当初はBSh-2（БШ-2ベーシャー・ドヴァー；「БШ」は「Бронированный штурмовик」すなわち「装甲されたシュトゥルモヴィーク」を意味する）として開発され、その後、採用に伴い機種は「重シュトゥルモヴィーク」（Тяжелый штурмовик）と改められた。
原型機のTsKB-55は1939年に完成して、10月2日に初飛行した。その後、軽量化単座型のTsKB-57が1940年10月に初飛行し、各種試験で高い性能を示した。そのため、試験審査の終了した1941年6月より「Il-2」と改称されて直ちに量産が開始され、実戦部隊への配備が進められた。

## 設計

Il-2投影図

装甲軍用機自体は第一次大戦中にすでに追求されている。ただしエンジン出力が貧弱、装甲の重みにより完成した機体は鈍重で運動性能が非常に低かった。このため、実用レベルに達したものはごくわずかであった。
ソ連において、装甲された攻撃機の開発は1920年代半ばから開始された。ポリカールポフ R-5を改修したTsKB-6、改良型のTSh-2、1933年には低翼単葉固定脚のTSh-3が作られた。1938年2月、セルゲイ・イリューシンは装甲を備えた新しい攻撃機の設計案を提示した。彼のアイデアは認められ、原形機3機の製作が指示された。
Il-2は複座型として開発が開始された。イリューシンは、Il-2の胴体のほぼ前半分を鋼板で作った。通常の航空機のように後から装甲を取り付けるのではなく、機体の外板そのものがモノコック兼装甲であり、骨格構造、外板、防漏ゴム、装甲板を省略でき、これにより軽量化を図っている。このような装甲板を作ることができたのは、プレス加工で曲面を形成できる高張力鋼が開発されたからである。設計が進むにつれ、重量増と航続力の不足から仕様を単座に変更した。装甲厚はエンジン前部が6 mm、エンジン側面が4 mm、コックピット側面が6 mm（後に8 mmに増強）、操縦席背面が12 mmであり、これらの装甲の重量は700 kgを超えた。イリューシンはこの装甲部分にエンジン、冷却器、燃料タンク、配線、補機類、パイロットを配置した。操縦席の背中と座席下と計器盤の前に燃料タンクが配置されており、パイロットは燃料に包囲されて飛んでいる状態であった。風防の前面には厚さ64 mmの防弾ガラスが設けられた。
冷却機構は特徴的で、冷却用空気は被弾確率の低いエンジン上面の吸気口から導入され、ダクトを通じて胴体内の冷却器を通り、胴体下方へ排出される。ただし冷却能力は不足気味であり、滑油冷却器（オイルクーラー）は胴体に設置できず、装甲したうえで胴体下面に設置された。
Il-2の胴体後半と垂直尾翼はジュラルミン不足のため木材やデルタ合板を使用した。なお大戦後期には、供給量の増加したジュラルミン製で約100 kgの重量軽減に成功した胴体部品も作られたが、生産ラインの関係から大戦中にこれを採用した機体は少数にとどまり、多くは戦後になってからデルタ合板製胴体を置換するパーツとして使われている。
主翼は38.5平方メートルと、艦上攻撃機並みに巨大な翼面積を持つ。これは大重量の機体を飛ばすためであり、初心者でも安定した飛行ができた。後の改修により、重心位置を後退させてバランスをとる必要が生じたため、イリューシンは外翼に後退角を持たせた。大きな主翼と重量のため、本機のローリング性能や速度性能は決して高くなかった。爆弾槽はこの翼内部に設けられ、100 kg爆弾を専用に用い、最大搭載量は600 kgである。さらに翼内にShVAK 20mm機関砲2門、ShKAS 7.62mm機銃2丁を備えた。これは後に機関砲が強化され、VYa-23 23 mm機関砲に換装された。主脚は後方引き込み式であり、格納後もタイヤの一部がフェアリングの外にはみ出していた。これは不時着時に機体の損傷を抑えるためである。主脚の作動には空気圧・または手動を用いた。なお後退角のついた外翼部は試作型では全ジュラルミン製、量産型では木製桁に合板張り、後に金属桁にデルタ合板張り、材料の供給が安定した後期には全ジュラルミン製に戻っている。
エンジンは、原型機のTsKB-55では当初AM-34FRNを搭載していたが、生産終了に伴いAM-35に換装された。これはAM-34FRNから派生し同一の寸法をもつ、離昇出力1,350馬力の液冷エンジンであった。さらに1940年10月には、低空での出力を増強したAM-38（離昇出力1,500馬力）がTsKB-57に装備され、初飛行した。最終的にこれが生産型にも搭載されることとなり、全備重量6トンの屈強な襲撃機として完成した。1943年1月からは、離昇出力を1,700馬力に高めたAM-38Fを搭載している。

## 運用と改良

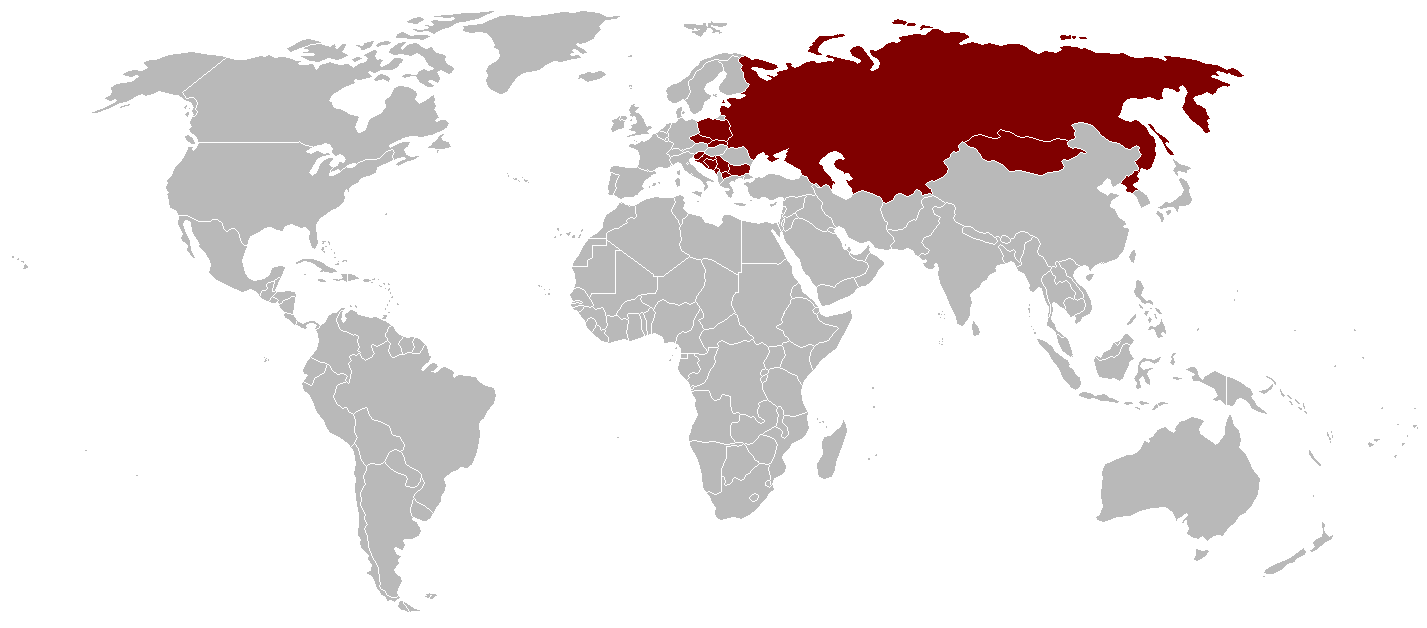
Il-2の運用国

量産初期のIl-2は軽量化のため、試作型TsKB-55にはあった銃手席を廃した単座機であったが、後方機銃がないことから敵戦闘機に反撃できず損失が激しかった。このため前線部隊では後方に向けた固定機銃を装着したり、時限信管付きの迫撃砲を撃てるようにしたり、燃料タンクの代わりに仮設の後方銃座を設けた機体もあった。そこで改良が行われ、装甲を強化、複座化し、12.7mm後方機銃を装備したIl-2M（Ил-2М）が生産された。生産ラインの変更、重量増、重心位置の移動の改設計などの手間から、全周防御が施され特に背面は12mmの装甲で守られた操縦席に対し、銃手席は後方からの銃撃から胸から下を守る6mm厚の限定的な装甲しか施されなかった。このため銃手の死傷率はパイロットの数倍に達した。完全な装甲防御の施されたタイプは戦争も末期になってからでなければ登場しなかった。
その後、主翼に途中から後退角がつけられたIl-2M3（Ил-2М3）、37mm機関砲や45mm機関砲を翼下ポッドに搭載した重対戦車シュトゥルモヴィーク型、魚雷を搭載する雷撃機型、エンジンを変更した機体など、多くの派生型が開発・生産された。なお、Il-2MやIl-2M3等の名称は正式なものではなく、型を区別しやすくする為に後世に付けられたものである。
戦後はポーランド、ユーゴスラヴィア、チェコスロヴァキア、ブルガリア、モンゴルなどいくつかの国で使用されたが、多くの国では後継型のIl-10で代替され1950年代には退役した。また、朝鮮戦争でも中華人民共和国義勇軍機や朝鮮民主主義人民共和国軍機として使用された。

## 戦闘

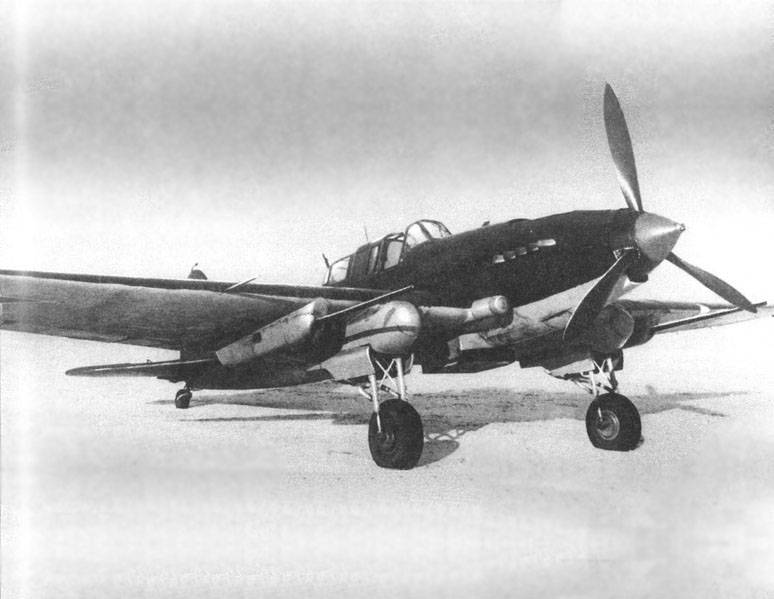
37mm機関砲ポッドを装備した Il-2-37

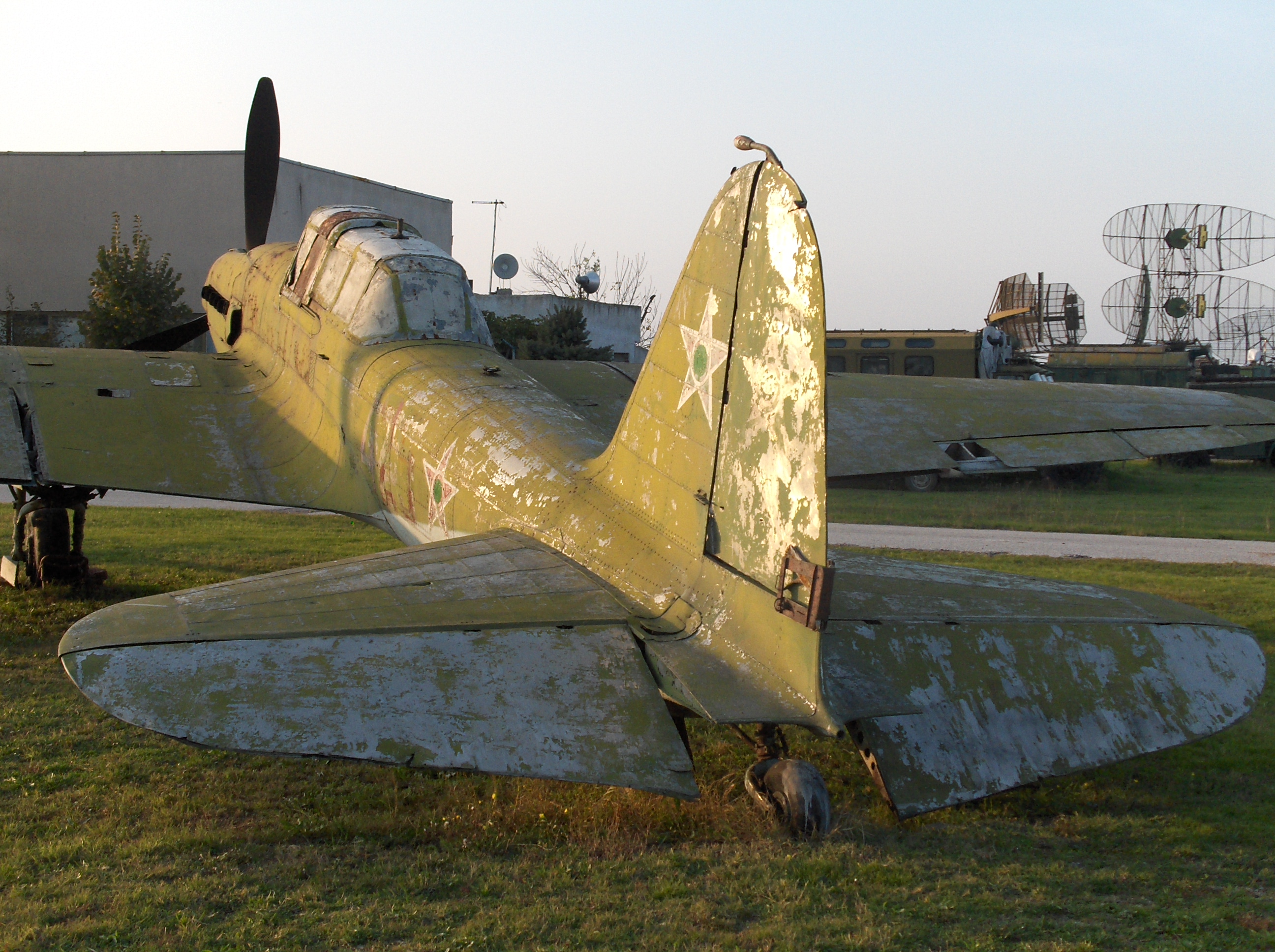
国立航空博物館のIl-2

初陣は1941年6月27日、第4航空攻撃連隊により5機がドイツ軍を襲撃した。1機の主翼に機関砲弾を受け、大きな穴が開いたものの、帰還した。しかし、対地攻撃任務は苛烈であり、同隊はその後の12日間で427回出撃し38機を喪失、パイロットは18名を失った。一日当たり36回の出撃である。装甲厚から見ても、ドイツ軍機の20mm（MG 151）や30mm（MK 103）といった大口径機関砲弾の正撃には耐えられないが角度や距離、弾種によっては弾くこともあった。また20mm榴弾の命中した写真があるが装甲個所の損害はわずかにへこむ程度である。
単座型は、後部銃座がなく運動性と高速性能に劣るため、敵戦闘機に執拗に銃撃をかけられた。統計によればこの時期、8〜9回の出撃で1機が失われることもあった。攻撃機全体の統計としては、大戦全体を通じ53回の出撃で1機が失われた。
Il-2が攻撃に主用したのはロケット弾と成形炸薬爆弾のコンテナだった。ロケット弾は翼下にレールを装着し、口径82mmのRS-82、口径132mmのRS-132を8ないし4発搭載した。命中率は低く、戦車に対し降下角度30度、距離300mまで近づいて8発を全弾斉射した場合、命中率は25%だった。
1943年7月、クルスク戦においてPTAB（成形炸薬爆弾）が用いられた。重量1.5kgから2.5kgの弾頭を翼内爆弾倉に搭載、200発を投下し、効果範囲は高度300mから攻撃して幅15m、長さ70mほどを覆った。Il-2はこれを編隊を組んで投網のように投下した。クルスク戦では46機と33機のグループが、戦闘機の護衛のもとで進出、ドイツ軍戦車部隊に攻撃。偵察写真では200輌以上の車両が放棄されたと戦果判定された。
さらに23mm機関砲の徹甲弾は40度以上の降下角で距離400mからドイツ軍中戦車の上面を貫通可能だった。Il-2がそのような機動で攻撃をかけるのは困難だったこともあり、空からの対戦車攻撃用に後退角をつけた37mm機関砲を搭載したIL-2 NS-37や、同じく対戦車戦砲撃用に後退角を付けた45mm機関砲を搭載したIL-2 NS-45が開発された。特に前者は本格的な量産も行われ、ソ連の対独勝利に貢献した。
アレクサンドル・イェイモフ大尉は1942年夏から222ミッションに出撃した。戦果は戦車126輌、航空機85機（地上撃破）、機関車30台、大砲193門、対空機関砲43門を撃破した。さらに空戦で7機撃墜したとされる。
Il-2と後継機のIl-10は、合わせて10,759機が戦闘で失われたものの、東部戦線で猛威をふるい対独戦の勝利に貢献した。

## 各型

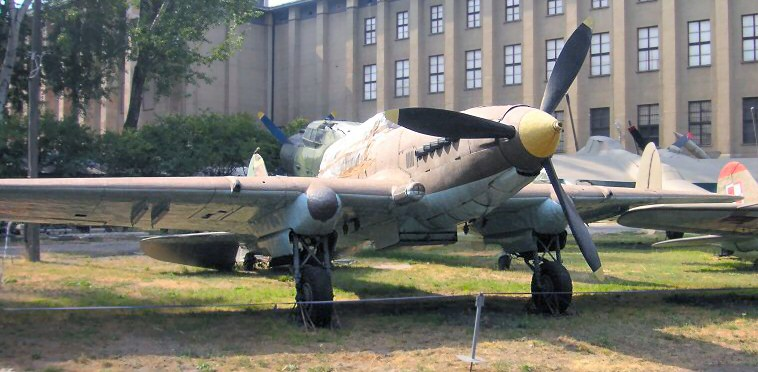
ワルシャワの博物館のIl-2

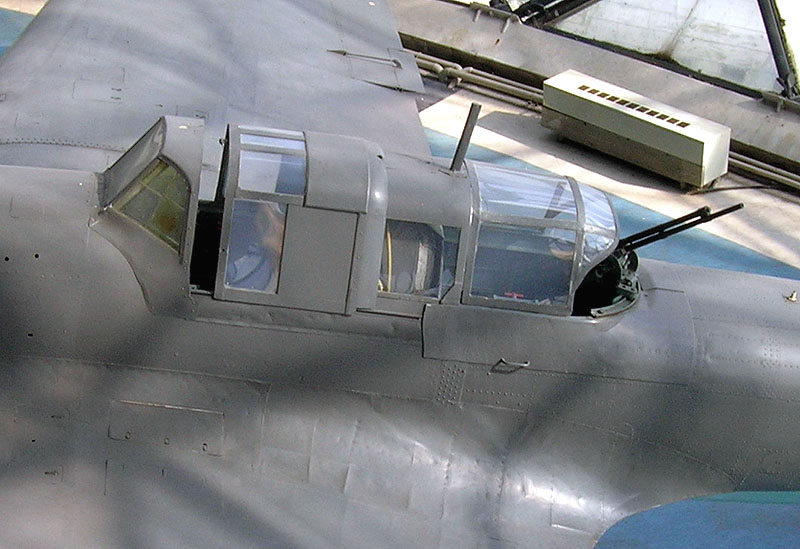
Il-2の搭乗席

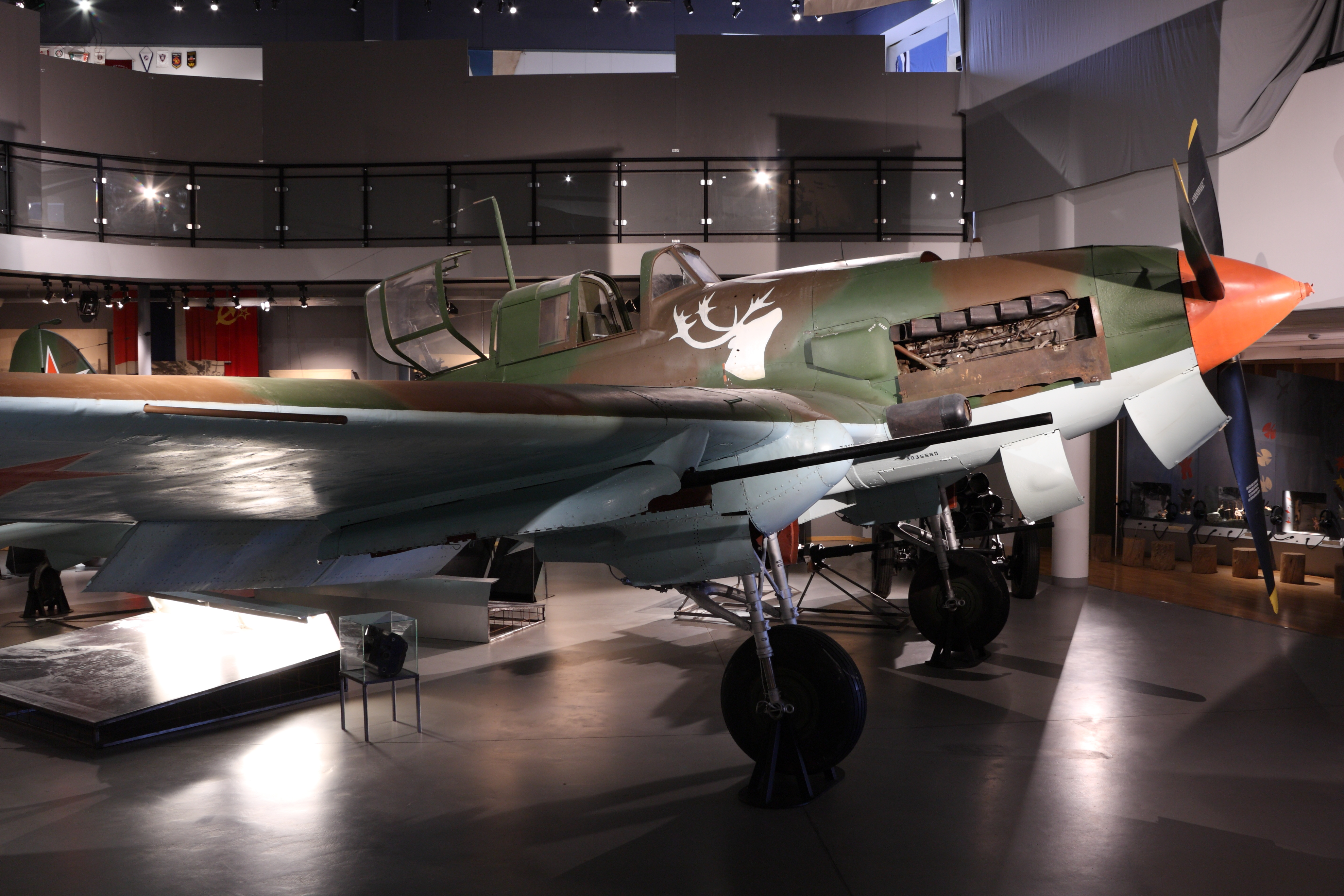
博物館のIl-2

原型機
TsKB-55
複座型の原型機。
TsKB-57
TsKB-55の単座軽量化型。AM-38エンジン（1,575hp）搭載。
主要生産型
Il-2
初期の単座型。途中から翼内のShVAK20mm機関砲はVYa-23 23mm機関砲に変更されている。
Il-2M
後部銃手席を加えた複座型。AM-38Fエンジン（1,720hp）搭載。
Il-2M3
主翼に後退角の付けられた改良型。Il-2 type 3とも呼ばれる。露語圏では「Ил-2 КСС（Крыло со Стрелкой）」とも書かれる。
Il-2 NS-37
翼下にNS-37 37mm機関砲ポッドを搭載した機体。Il-2 type 3Mとも呼ばれる。
Il-2KR
AFA-1またはAFA-1Mカメラを搭載する複座偵察機型。
Il-2U
複座の練習機型。UIl-2とも呼ばれる。
試作型
Il-2bis
密閉型の後部銃手席を備えた複座型試作機。
Il-2 ShFK-37
翼下にShFK-37 37mm機関砲ポッドを搭載した機体。実戦テストも行われたが、採用されず。
Il-2 NS-45
翼下にNS-45 45mm機関砲ポッドを搭載した機体。試作のみ。
Il-2I
単座重装甲戦闘機型。試作のみ。
Il-2T
航空魚雷を搭載する雷撃機型。海軍航空隊で使用されたとも言われるが、実在した記録は確認されていない。
Il-2 M-82
エンジンをM-82星形空冷エンジン（1,675hp）に換装した機体。少数機が製作されたのみに留まる。

## 諸元
後期型 複座Il-2
- 乗員 2名
- 全長： 11.65 m
- 全幅： 14.60 m
- 全高： 4.17 m
- 翼面積:38.5 m2
- 全備重量： 6,060kg

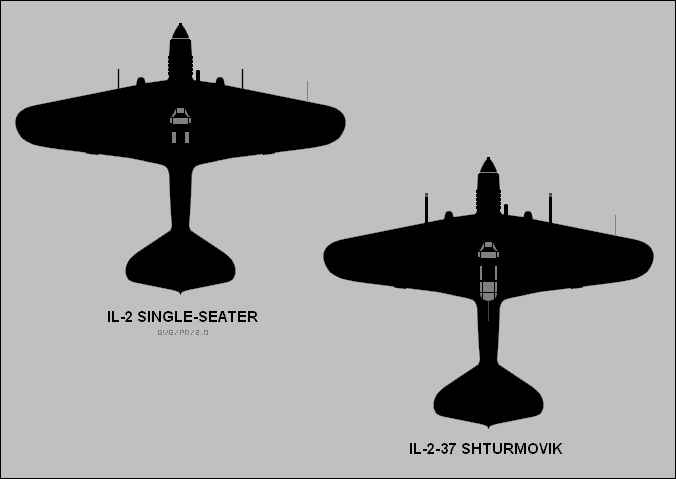
Il-2 及び Il-2-37 平面図

- エンジン：ミクーリン AM-38F 1,700hp×1
- 最大速度： 411km/h
- 実用上限高度：6,000m 〜 6,920m
- 航続距離： 685km
- 武装
  - VYa-23 23mm機関砲×2・ShKAS 7.62mm機関銃×2（翼内前方固定）
  - UBT 12.7mm機関銃×1（後部旋回）
  - 爆弾等 最大600kg

## 現存する機体
| 型名   | 番号       | 機体写真 | 所在地                                  | 所有者                                                                                | 公開状況 | 状態     | 備考 |
| ------ | ---------- | -------- | --------------------------------------- | ------------------------------------------------------------------------------------- | -------- | -------- | --- |
| Il-2   |            |          | ロシア モスクワ市                       | 大祖国戦争中央博物館                                                                  | 公開     | 静態展示 | 後部胴体はモックアップである。 |
| Il-2   |            |          | ロシア モスクワ市                       | 勝利の翼財団                                                                          | 非公開   | 修復中   | 第46襲撃航空連隊第3飛行隊に所属していたA・I・カリツィーフの操縦で1943年8月22日にドイツ軍を攻撃していたとき、対空砲火を受けて不時着したもの。 |
| Il-2M  | 2440       |          | ロシア クラスノダール地方               | ノヴォロシースク市                                                                    | 公開     | 静態展示 | 第8親衛襲撃航空連隊第2飛行隊に所属していた機体。1943年4月19日にヴィクトール・フョードロヴィチ・クズネツォーフ少佐が操縦しアレクサーンドル・ヴァシリイェーヴィチ・レシーェチェンスキイ少佐が銃座に搭乗していたが、撃墜され海中に突入、二人は死亡した。 |
| Il-2M  | 7826       |          | ロシア モスクワ州                       | 愛国公園内博物館棟12ホール                                                            | 公開     | 静態展示 | |
| Il-2M3 | 5612       | 写真     | アメリカ アリゾナ州                     | ピマ航空宇宙博物館                                                                    | 公開     | 静態展示 | |
| Il-2M3 | 012438     |          | チェコ プラハ                           | クベリ航空博物館                                                                      | 公開     | 静態展示 | |
| Il-2M3 | 259059     |          | ハンガリー ヤース・ナジクン・ソルノク郡 | ソルノク飛行機博物館                                                                  | 公開     | 静態展示 | |
| Il-2M3 | 301060     |          | ロシア モスクワ州                       | モニノ空軍博物館                                                                      | 公開     | 静態展示 | |
| Il-2M3 | 305401     |          | アメリカ ワシントン州                   | フライング・ヘリテージ・コレクション                                                  | 公開     | 飛行可能 | 305401を主体としてほか3機の部品を用いて復元された。 |
| Il-2M3 | 308134     |          | ブルガリア プロヴディヴ州               | プロヴディヴ航空博物館                                                                | 公開     | 静態展示 | |
| Il-2M3 | 308331     |          | セルビア ベオグラード                   | 航空宇宙博物館                                                                        | 公開     | 静態展示 | モスクワ市の第30工場で生産された機体。 |
| Il-2M3 | 381417     |          | ロシア モスクワ州                       | ドゥブナ市                                                                            | 公開     | 静態展示 | |
| Il-2M3 | 1072932    |          | ロシア サマーラ州                       | サマーラ市のIl-2記念碑                                                                | 公開     | 静態展示 | 1943年にカレリア上空で撃破され、重傷を負ったパイロットのK.コトリャロヴスキーの操縦でオリヤルビ湖の近くに墜落した機体。旧塗装 |
| Il-2M3 | 1872452    |          | ロシア モスクワ市                       | ヴァディム・ザドロズヌイ技術博物館 (Vadim Zadorozhny Technical Museum)                | 公開     | 飛行可能 | |
| Il-2M3 | 3035560    |          | ノルウェー フィンマルク県               | セール − ヴァランゲル博物館南ヴァランゲル分館 (Varanger Museum IKS dept Sør-Varanger) | 公開     | 静態展示 | 1944年10月22日にセナグレス湖に墜落した機体。一部の部材が異なっており、プロペラも同じ機体のものではなく、塗装も運用時と異なるなど不正確な復元となっている。ガンポッドのみは確実にIl-2のものとされている。                                              |
| Il-2M3 |            |          | ポーランド マゾフシェ県                 | ポーランド陸軍博物館                                                                  | 公開     | 静態展示 | 第3襲撃航空連隊(3 Pułk Lotnictwa Szturmowego)の所属機。 |
| Il-2M3 |            |          | ロシア レニングラード州                 | レビアジェー市                                                                        | 公開     | 静態展示 | 旧塗装 |
| Il-2M3 |            | 写真     | アメリカ メリーランド州                 | 国立航空宇宙博物館ポール・E・ガーバー施設                                             | 非公開   | 修復中   | |
| Il-2M3 |            |          | ドイツ ベルリン                         | ドイツ技術博物館                                                                      | 公開     | 静態展示 | |
| Il-2M3 |            |          | ウクライナ キエフ                       | ウクライナ第二次世界大戦中歴史博物館                                                  | 公開     | 静態展示 | |
| Il-2M3 |            | 写真     | ロシア ヴァローニェジ州                 | ヴァローニェジ市                                                                      | 公開     | 静態展示 | |
| Il-2M3 |            | 写真     | ロシア スヴェルドロフスク州             | UMMC軍事・自動車工学博物館群 (ヴェルフニャヤ・ピシュマUMMC軍事博物館)                 | 公開     | 静態展示 | |
| Il-2M3 |            |          | フィンランド 中央スオミ県               | フィンランド空軍博物館                                                                | 非公開   | 保管中   | |
| Il-2M  | レプリカ？ | 写真     | ロシア モスクワ州                       | イーストラ市                                                                          | 公開     | 静態展示 | 1965年5月9日にL・ヴォルシャの設計でジュラルミン製で展示されるようになったが、途中でイリユーシン設計のチタン製のものになった。チタンコーティングのものかチタン製のレプリカかは不明である。                                                             |